# Ylva Byrman
Ylva Byrman, född 18 januari 1983 i Hardeberga församling, är en svensk språkvetare. År 2014 blev Byrman ämnesexpert i radioprogrammet Språket i Sveriges Radio P1. Innan dess, fram till 2012, hade hon drivit Språkbloggen på Svenska Dagbladets webbplats. Hon medverkade i augusti 2021 i SVT-programmet Fråga Lund.